# Departamento de Itata
El Departamento de Itata es una antigua división territorial de Chile. Fue creado sobre la base del antiguo Partido de Itata, dependiente de la Intendencia de Concepción. En 1826, pasó a pertenecer a la creada Provincia de Maule. La cabecera del departamento fue Quirihue. Con el DFL 8582, del 30 de diciembre de 1927, pasa a integrar la Provincia de Ñuble.

## Límites
El Departamento de Itata limitaba:
- al norte con el Departamento de Cauquenes.
- al oeste con el océano Pacífico
- al sur con el Río Itata y el Departamento de Coelemu
- Al este con la Departamento de San Carlos.

## Administración
La administración estuvo en Quirihue, en donde se encontraba la Gobernación Departamental. Para la administración local del departamento se encuentra, además, la Ilustre Municipalidad de Quirihue.
El 22 de diciembre de 1891, se crea la Municipalidad de Cobquecura, con sede en Cobquecura, administrando las subdelegaciones 12a Buchupureo, 13a Cobquecura y 14a Colmuyao del departamento con los límites que les asigna el decreto del 29 de octubre de 1885. 
El 22 de diciembre de 1891, se crea la Municipalidad de Portezuelo, con sede en Portezuelo, administrando las subdelegaciones 6a Treguaco y 7a Portezuelo, del departamento con los límites que les asigna el decreto del 29 de octubre de 1885. 
El 22 de diciembre de 1891, se crea la Municipalidad de Ninhue, con sede en Ninhue, administrando las subdelegaciones 8a Ninhue y 9a Lircay del departamento con los límites que les asigna el decreto del 29 de octubre de 1885. 
El 22 de diciembre de 1891, se crea la Municipalidad de Pocillas, con sede en Pocillas, administrando las subdelegaciones 10a Pocillas y 10a La Raya del departamento con los límites que les asigna el decreto del 29 de octubre de 1885. 
Las subdelegaciones 1a Quirihue, 2a Quirihue, 3a Guanaco, 4a El Manzano y 5a Lonquén del departamento con los límites que les asigna el 29 de octubre de 1885 son administradas por la Ilustre Municipalidad de Quirihue

## Subdelegaciones
De acuerdo al decreto del 29 de octubre de 1885, las siguientes son las subdelegaciones:
- 1a Quirihue
- 2a Quirihue
- 3a Guanaco
- 4a El Manzano
- 5a Lonquén
- 6a Treguaco
- 7a Portezuelo
- 8a Ninhue
- 9a Lircay
- 10a Pocillas
- 11a La Raya
- 12a Buchupureo
- 13a Cobquecura
- 14a Colmuyao

## Comunas y subdelegaciones (1927)
De acuerdo al DFL 8583 en el departamento se crean las siguientes comunas y subdelegaciones:
- Quirihue, que comprende las antiguas subdelegaciones 1.a, y 2.a, Quirihue, 3.a Guanaco, 4.a

El Manzano, 5.a Lonquén y 11 La Raya, y los distritos 2.° Chequencillo, 3.° Curimanqui y 4.° El Guindo, de la antigua subdelegación 10.a Pocillas. 
- Portezuelo, que comprende las antiguas subdelegaciones 6.a Treguaco y 7.a Portezuelo.
- Ninhue, que comprende las antiguas subdelegaciones 8.a Ninhue y 9.a Lircay, y los distritos 1.° Pocillas, 5.° Curica y 6.° Guaiquillén, de la antigua subdelegación 10.a Pocillas.
- Cobquecura, que comprende las antiguas subdelegaciones 12.a Buchupureo; 13.a Cobquecura; y 14.a Colmuyao.

El 30 de enero de 1973, se crea la comuna de Treguaco, a partir de algunos terrenos de la comuna de Portezuelo.